# Miguel Tendillo
Miguel Tendillo Belenguer (Moncada, 1 de fevereiro de 1961) é um ex-futebolista espanhol.

## Carreira
Miguel Tendillo fez parte do elenco da Seleção Espanhola de Futebol da Copa do Mundo de 1982 e da Euro 1980.

## Títulos
Valencia
- Copa del Rey: 1978–79
- UEFA Cup Winners' Cup: 1979–80
- UEFA Super Cup: 1980

Real Madrid
- La Liga: 1987–88, 1988–89, 1989–90
- Copa del Rey: 1988–89
- Supercopa de España: 1988, 1989, 1990